# Emily Wagner
Emily Wagner (* 2. Hälfte des 20. Jahrhunderts in New York City) ist eine US-amerikanische Schauspielerin und Künstlerin.

## Leben
Emily Wagner wurde in New York geboren und wuchs dort auf. Sie erhielt einen Bachelor of Fine Arts am Vassar College in Kunst und Kunstgeschichte.
Bereits im Alter von 6 Jahren war Wagner Mitglied einer Theatergruppe. Im Jahr 1980 nahm sie ihr erstes Engagement vor der Kamera für die Serie High Feather an. Nach ihrem Umzug nach Los Angeles übernahm sie mehrere Nebenrollen in Filmen und Episodenrollen in Serien. Ab 1994 übernahm sie in Emergency Room die Nebenrolle der Rettungssanitäterin Doris Pickman, die sie 15 Jahre lang in allen Staffeln der Serie verkörperte.
Neben der Schauspielerei betätigte sich Wagner künstlerisch. Eine Videoinstallation wurde 2006 im Armand Hammer Museum of Art ausgestellt. Entwürfe von Wagner wurden unter anderem für Modelinien von Forever 21 verwendet.

## Filmografie (Auswahl)
- 1995: Sieben
- 2000: Für alle Fälle Amy (1 Episode)
- 2001: Amys Orgasmus
- 2001: Jack & Jill (1 Episode)
- 2005: Criminal Minds (1 Episode)
- 2006: Rebell in Turnschuhen
- 2007: Mr. Woodcock
- 1994–2009: Emergency Room – Die Notaufnahme (168 Episoden)
- 2010: Stichtag
- 2012: 2 Tage New York